# Paper Trail
Paper Trail is het zesde muziekalbum van de rapper T.I., uitgegeven op 30 september 2008. T.I. bevestigde dat hij thuis bezig was met een nieuw studioalbum, tijdens zijn huisarrest wegens illegaal-wapenbezit. De titel van het album is een referentie naar de teksten die hij schrijft. T.I. heeft zijn oude rapstijl losgelaten na zijn debuutalbum I'm Serious en onthoudt sindsdien zijn teksten in plaats van ze op te schrijven. Dit keer zal hij echter echt wat neer willen zetten, zowel op papier als op het album, aldus T.I.'s vertegenwoordiger.
Paper Trail verkocht in de eerste week 568,000 stuks in de U.S.
Tot vandaag verkocht Paper Trail meer dan 2 800 000 stuks in de U.S en wereldwijd meer dan 3 miljoen stuks.
| #  | Titel                                       | Componist                                                                                             | Producer                                  | Samen met                      | Duur | Opmerkingen                                                       |
| -- | ------------------------------------------- | --- | ----------------------------------------- | ------------------------------ | ---- | ----------------------------------------------------------------- |
| 1  | "56 Bars"                                   | C. Harris/A. Davis                                                                                    | DJ Toomp                                  |                                | 3:02 |                                                                   |
| 2  | "I'm Illy"                                  | C. Harris/C. Spencer                                                                                  | Chuck Diesel                              |                                | 4:07 |                                                                   |
| 3  | "Ready for Whatever"                        | C. Harris/C. Gholson                                                                                  | Drumma Boy                                |                                | 5:12 |                                                                   |
| 4  | "On Top of the World"                       | C. Harris/J. Rosser/B. Rackey/C. Bridges/B. Simmons, Jr.                                              | James "Nard" Rosser & Brandon "B" Rackley | Ludacris and B.o.B             | 5:00 |                                                                   |
| 5  | "Live Your Life"                            | C. Harris/J. Smith/Makeba/Balan Dan Mahai                                                             | Just Blaze                                | Rihanna                        | 5:39 | Bevat muziek van "Dragostea din tei", origineel van O-Zone.       |
| 6  | "Whatever You Like"                         | C. Harris/J. Scheffer/D. Siegel                                                                       | Jim Jonsin                                |                                | 4:09 |                                                                   |
| 7  | "No Matter What"                            | C. Harris/N. Hills                                                                                    | Danja                                     |                                | 4:41 |                                                                   |
| 8  | "My Life Your Entertainment"                | C. Harris/C. Gholson/K. V. Washington                                                                 | Drumma Boy                                | Usher                          | 4:56 |                                                                   |
| 9  | "Porn Star"                                 | C. Harris/C. Quinn/K. V. Washington                                                                   | Lil C                                     |                                | 3:31 | Bijstemmen van Ricco Barrino                                      |
| 10 | "Swing Ya Rag"                              | C. Harris/K. Dean/A. Chambliss/J. Alexander                                                           | Swizz Beatz                               | Swizz Beatz                    | 3:19 |                                                                   |
| 11 | "What Up, What's Haapnin'"                  | C. Harris/C. Gholson/Harvey Mason jr.                                                                 | Drumma Boy                                |                                | 5:01 | Bevat muziek van "Never Give You Up", origineel van Harvey Mason. |
| 12 | "Every Chance I Get"                        | C. Harris/A. Davis                                                                                    | DJ Toomp                                  |                                | 4:49 |                                                                   |
| 13 | "Swagga Like Us"                            | C. Harris/K. West/S. Carter/D. Carter/M. Arulpragasam/N. Headon/M. Jones/J. Mellor/T. Pentz/P. Simmon | Kanye West                                | Jay-Z, Kanye West & Lil' Wayne | 5:27 |                                                                   |
| 14 | "Slide Show"                                | C. Harris/E. Williams/B. Simmons Jr.                                                                  | Elvis "Blac Elvis" Williams               | John Legend                    | 3:42 |                                                                   |
| 15 | "You Ain't Missin' Nothing"                 | C. Harris/C. Gholson                                                                                  | Drumma Boy                                |                                | 5:10 |                                                                   |
| 16 | "Dead and Gone"                             | C. Harris/J. Timberlake/R. Tadross                                                                    | Justin Timberlake & Rob Knox              | Justin Timberlake              | 4:59 |                                                                   |
| *  | "Collect Call" (iTunes bonusnummer)         | C. Harris/Rosser J./Rackley B.                                                                        | Nard & B                                  |                                | 4:34 |                                                                   |
| *  | "I Know You Missed Me" (iTunes bonusnummer) | C. Harris/Stroud E./Kim W.                                                                            | Two Band Geeks                            |                                | 3:12 |                                                                   |